# Église Saint-Aubin de Saint-Aubin-des-Préaux
L'église Saint-Aubin de Saint-Aubin-des-Préaux est un édifice catholique qui se dresse sur le territoire de la commune française de Saint-Aubin-des-Préaux, dans le département de la Manche, en région Normandie.
L'église est inscrite aux monuments historiques.

## Localisation
L'église, qui domine l'anse de Saint-Pair, est située dans le bourg de Saint-Aubin-des-Préaux, dans le département français de la Manche.

## Historique
Laurent Leroy (1768-1796), curé de Saint-Aubin-des-Préaux est assassiné alors qu'il célébrait la messe le 15 février 1796 par trois chouans, Gabriel Brehier de Tirepied, Nicolas Lemetayer laboureur de Subligny et Pierre Anquetil, instituteur de Chérencé-le-Roussel qui sera condamné à mort et exécuté le 20 juillet 1799.

## Description
L'église Saint-Aubin (XIIe, XVe – XVIIIe siècle) et son clocher-tour (XVe siècle) est entouré d'un cimetière planté de cyprès. Le clocher coiffé en bâtière, qui guidait les terre-neuvas, voit la base de son toit agrémenté, côté sud et nord, d'une balustrade ajourée.

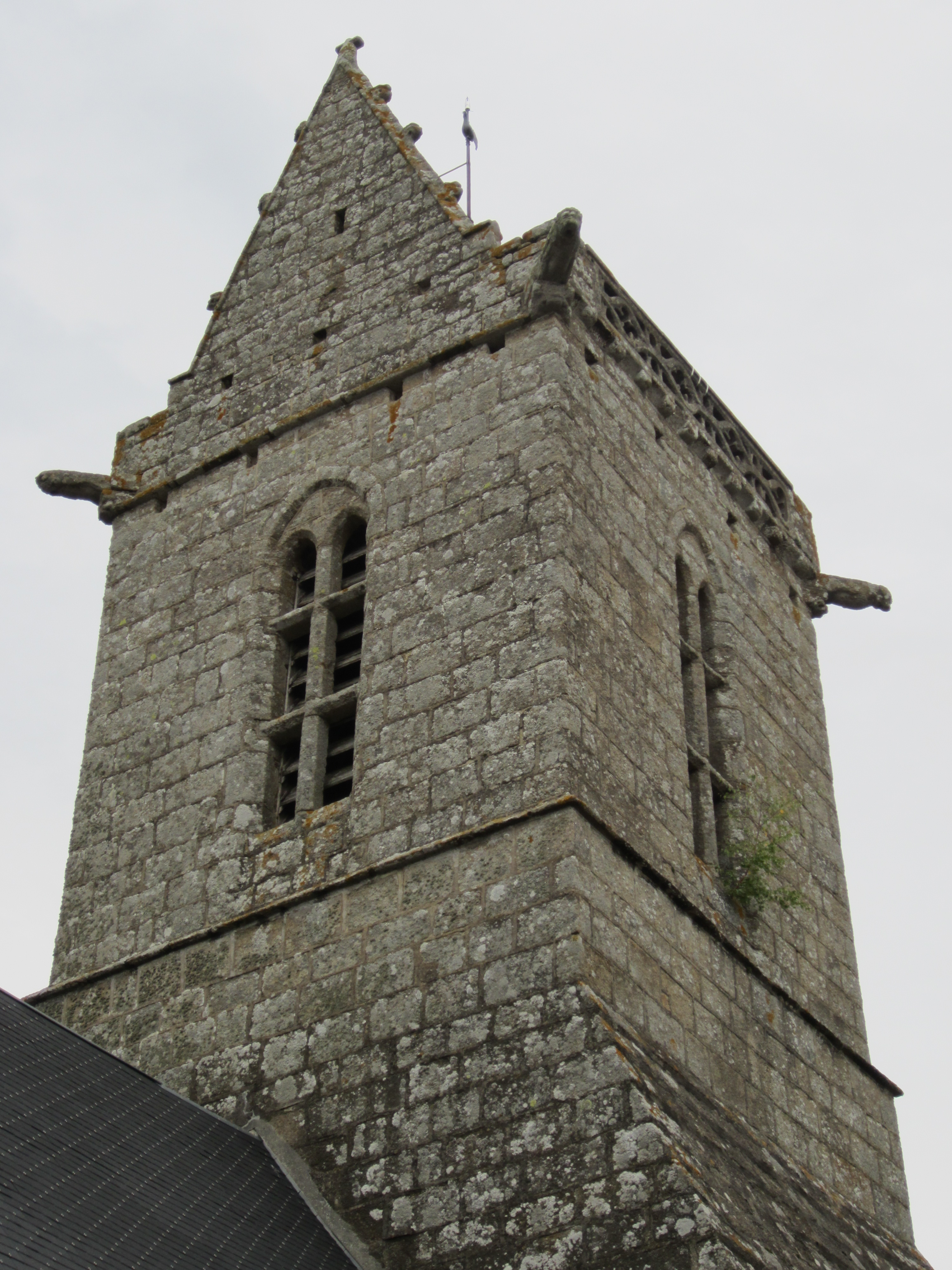
Le clocher.

## Protection aux monuments historiques
L'église est inscrite au titre des monuments historiques par arrêté du 9 juin 1971.

## Mobilier
L'église abrite une Vierge à l'Enfant du XIVe siècle classée au titre objet aux monuments historiques, ainsi qu'un cadran solaire (XVIIe), un maître-autel (XVIe) et ses six reliquaires, une chaire à prêcher (XVIIIe) et un tableau d'une Piéta (XIXe).
Ses six reliquaires a monstrana avaient été envoyé par Pierre Lecuyer (XVIIIe siècle), né à Saint-Aubin et jésuite à Rome.

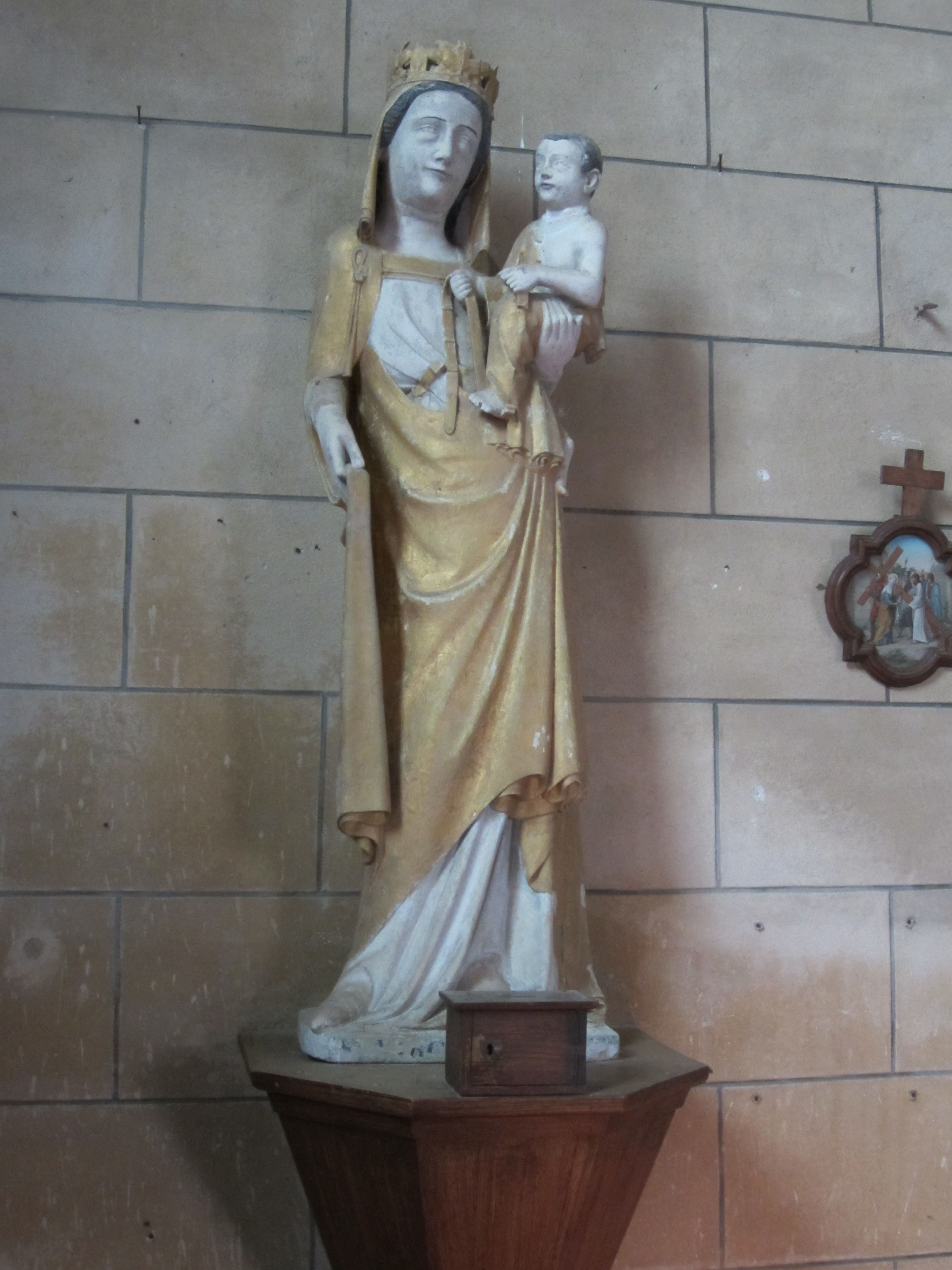
La Vierge à l'Enfant, classée au titre objet.